# Hanson-formatie

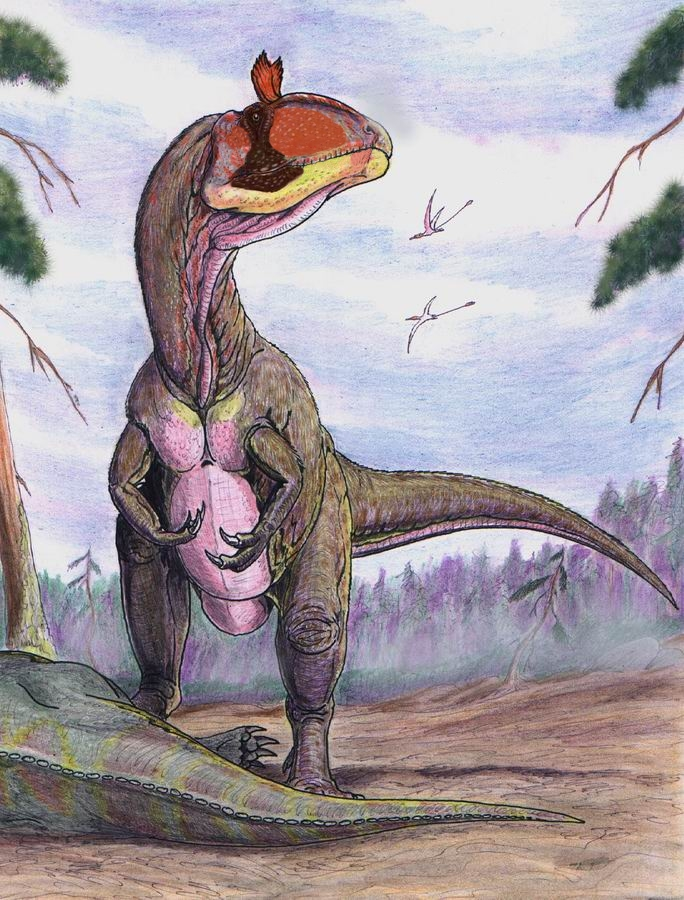
Cryolophosaurus

De Hanson-formatie is een geologische formatie op Antarctica. De formatie is beroemd omdat uit de gevonden fossielen blijkt dat er dinosauriërs op Antarctica hebben geleefd. De Hanson-formatie ligt nabij Mount Kirkpatrick in de Transantarctisch Gebergte en stamt uit het tijdvak Vroeg-Jura. Naast de Hanson-formatie zijn ook in de Lashly-formatie en de Fremouw-formatie fossielen van dieren uit het Mesozoïcum gevonden. 

## Fauna
Het bekendste dier uit deze formatie is Cryolophosaurus, een 6.5 meter lange theropode. Andere vondsten zijn niet toe te schrijven aan een specifieke soort of genus en bestaan uit de resten van een tweede theropode dinosauriër, een prosauropode (mogelijk Plateosaurus), een pterosauriër uit de Dimorphodontidae met het formaat van een kraai en een vertegenwoordiger van de Tritylodontidae, een familie van kleine zeer zoogdierachtige herbivore cynodonten. De Antarctische tritylodont is vermoedelijk nauw verwant aan Bienotheroides uit China. 